# 783 Nora
783 Nora
783 Nora là một tiểu hành tinh ở vành đai chính. Nó được Johann Palisa phát hiện ngày 18.3.1914 ở Viên, và được đặt theo tên Nora, nhân vật nữ anh hùng trong vở kịch A Doll's House của Henrik Ibsen.